# لوبونگ
لوبونگ (به لاتین: Luboń) یک منطقهٔ مسکونی در لهستان است که در شهرستان پوزنانگ واقع شده‌است. لوبونگ ۱۳٫۵۲ کیلومتر مربع مساحت و ۲۹٬۳۰۱ نفر جمعیت دارد.